# Edward Heath
Sir Edwart Heath KG MBE (Broadstairs, Anglaterra, 1916 - Salisbury, 2005) fou un polític anglès que arribà a ser Primer Ministre del Regne Unit entre 1970 i 1974.

## Biografia
Va néixer el 9 de juliol de 1916 a la ciutat de Broadstairs, població situada al comtat de Kent. D'orígens modests, va estudiar economia i ciències polítiques a la Universitat d'Oxford, d'on fou nomenat president de l'associació d'estudiants conservadors l'any 1937. El 1938 es va oposar activament a la política d'apaivagament vers l'Alemanya nazi propugnada pel primer ministre conservador Neville Chamberlain.
El 24 d'abril de 1992 fou nomenat Cavaller de la Lligacama per part de la reina Elisabet II del Regne Unit. Heath morí el 17 de juliol de 2005 a la ciutat de Salisbury, població situada al comtat de Wiltshire.

## Activitat política
L'any 1950 fou escollit membre del parlament pel Partit Conservador 1950. Nomenat Ministre de Treball en el govern del primer ministre Harold Macmillan, ocupà aquest càrrec des de l'any 1959 fins al 1960, data en la qual va entrar a prestar serveis al Ministeri d'Afers exteriors, on va ser cap de la delegació que va negociar l'entrada del Regne Unit a la Comunitat Econòmica Europea (CEE). L'any 1963 fou guardonat amb el Premi Internacional Carlemany, concedit per la ciutat d'Aquisgrà, en reconeixement dels seus esforços en favor de la unitat europea.
Després de la derrota conservadora en les eleccions de 1964 es va convertir en una de les principals figures de l'oposició, sent escollit líder de la mateixa l'any 1965, i obtenint la victòria en les eleccions de 1970 derrotant el Partit Laborista de Harold Wilson. Nomenat primer ministre per part de la reina Elisabet II del Regne Unit el 19 de juny del mateix any, va haver de plantar cara a la crisi del conflicte nord-irlandès i va seguir impulsant l'entrada del seu país a la Comunitat Econòmica Europea, que va tenir lloc finalment l'any 1973. La crisi econòmica de 1973 va comportar la impossibilitat de reactivar l'economia, el que va contribuir a un dels seus fracassos fonamentals en política interior.
Després del fracàs de les eleccions de 1974, que va perdre davant els laboristes de Harold Wilson, va ser substituït com a líder del seu partit per Margaret Thatcher el 1975.